# Руссобит-М
Руссобит-М (англ. Russobit-M) — российская компания, бывший разработчик, локализатор, издатель и дистрибьютор компьютерных игр и другого мультимедийного программного обеспечения для персональных компьютеров.

## История
Компания основана в сентябре 1999 года, как дочернее подразделение Концерна «Руссобит», завода по производству оптических носителей информации. Главный офис находился в Москве. В Киеве имелось самостоятельное подразделение компании, основанное в 2005 году.
В мае 2008 года компании GFI и Руссобит-М объединились в холдинг «Бествей» (Bestway group), в октябре того же года к ним присоединилась компания Play Ten Interactive.
С 2012 года компания перестала издавать игры и другое мультимедийное программное обеспечение, сконцентрировавшись на продаже смартфонов и планшетных компьютеров.
Компанией издано более 900 проектов, из которых около 100 российских разработок.
Многие изданные игры были выпущены с системой защиты компании «StarForce».
15 апреля 2013 г. компания была упразднена.

## Основные продукты (1999—2011)

### Игры
- Myst III: Exile
- Dark Planet: Battle for Natrolis («Тёмная планета»)
- Evolution-GT
- Gothic
- Gothic 3
- Kreed
- Firestarter
- Venom. Codename: Outbreak
- Xenus
- Xenus 2: Белое золото
- Предтечи
- Войны древности: Спарта
- Джаз: работа по найму
- Zanzarah: The Hidden Portal
- серии Tom Clancy’s Ghost Recon
- Rainbow Six
- Splinter Cell
- Arx Fatalis
- Spy Fox
- Rise of Nations
- Казаки
- Как достать соседа
- Moorhuhn
- Рандеву с незнакомкой
- Чернокнижник
- Заброшенная земля
- SpellForce
- Street Racing Syndicate
- Europa 1400: The Guild
- Disciples II: Dark Prophecy
- The Punisher
- Король друидов
- Король друидов 2: Пунические войны
- 3 черепа тольтеков
- Tony Hawk’s Pro Skater 4
- Archangel
- BlackGold
- Spy Hunter
- Sitting Ducks
- The Gladiators: Galactic Circus Games[англ.]
- The SpongeBob SquarePants Movie
- Edna & Harvey: The Breakout
- Worms Armageddon

### Обучающие программы и игры для детей
Компания выпускала развивающие и обучающие мультимедийные продукты для детей: например, серии «Алик», «Антошка», «Гарфилд», «Дети шпионов», «Детство мапетов», «Обучение с приключением».

### Справочники и обучающие программы
Компания издавала мультимедийные справочники (юридические, бытовые, компьютерные, школьные) и обучающие программы по иностранным языкам, езде на автомобиле и тому подобному.

### Видеопродукция
В начале 2000-х годов компания издавала мультипликационные сериалы кинокомпании «Nickelodeon» на DVD-дисках: «Ох уж, эти детки», «Эй, Арнольд!», «Крутые бобры», «Котопёс», «Приключения Джимми Нейтрона, мальчика-гения», «Как говорит Джинджер», «Дикая семейка Торнберри», «Губка Боб Квадратные Штаны».

### Разработчики и издатели в России и СНГ
- Boolat
- Burut CT
- Deep Shadows
- EXE.soft
- Game Factory Interactive
- GSC Game World
- Play Ten Interative
- Revolt Games

## Обвинения в компьютерном пиратстве
В начале 2000-х годов газета «Коммерсант» сообщала о том что руководитель «Руссобит-М» Юрий Москвин вместе со своим братом Сергеем являются также основателями и владельцами крупной пиратской структуры «21 век». В декабре 2001 года Юрий Москвин был осужден по уголовному делу по статье 146 УК («Нарушение авторских и смежных прав»), был признан виновным и получил 2 года тюремного заключения, но попал под амнистию. В августе 2004 года состоялся громкий судебный процесс против журналиста Дмитрия Коровина, обвинявшегося бывшим главой концерна «Руссобит» Олегом Гордийко в клевете. Причиной обвинений стала статья Коровина «Должен остаться только один», опубликованная в еженедельнике «Компьютерра» 18 ноября 2002 года. Симоновский суд города Москвы оправдал журналиста за «отсутствием состава преступления».